# David Sims
Pour les articles homonymes, voir Sims.
David Sims est un photographe de mode britannique né le 30 décembre 1966.

## Biographie
Il est très tôt influencé par la musique, avec Iggy Pop puis David Bowie plus que la photographie. Il débute comme assistant dans les années 1980.
Recruté par Fabien Baron dans les années 1990, il travaille pour The Face et photographie, entre autres, Kate Moss. À la fin des années 1990, il arrête sa carrière et disparait durant trois ans. Aux environs des années 2000, il entame sa collaboration avec Vogue Paris. Grand admirateur de Richard Avedon, David Sims est un photographe reconnu du milieu de la mode.